# 암파라구

암파라 구

암파라구(싱할라어: අම්පාර දිස්ත්‍රික්කය, 타밀어: அம்பாறை மாவட்டம்)는 스리랑카를 구성하는 25개 구 가운데 하나로 행정 중심지는 암파라이며 면적은 4,415km2, 인구는 648,057명(2012년 기준)이다. 행정 구역상으로는 동부 주에 속한다.